# Feest (Katholieke Kerk)
De Katholieke Kerk kent naast de gewone zondagen door het jaar hoogfeesten, feesten, gedachtenissen en vrije gedachtenissen.
Tijdens het liturgisch jaar dat met de advent aanvangt, viert de Kerk de volgende feesten:
- Heilige Stefanus, eerste martelaar (26 december)
- Heilige Johannes, apostel en evangelist (27 december)
- Onschuldige Kinderen, martelaren (28 december)
- Feest van de Heilige Familie (zondag onder het octaaf van Kerstmis, tenzij Kerstmis op een zondag valt, dan wordt het feest gevierd op vrijdag 30 december)
- Doopsel van Christus (zondag na 6 januari, tenzij Driekoningen op 7 of 8 januari valt, dan wordt het feest gevierd op de maandag erna)
- Bekering van de Heilige Paulus (25 januari)
- Opdracht van de Heer in de tempel (Maria Lichtmis) (2 februari)
- Cathedra van de Heilige Apostel Petrus (22 februari)
- Feest van de Goddelijke Barmhartigheid, tweede zondag van Pasen (Beloken Pasen)
- Heilige Marcus, evangelist (25 april)
- Heilige Catharina van Siena, maagd en kerklerares, patrones van Europa (29 april)
- Heilige Filippus en Jakobus, apostelen (3 mei)
- Heilige Mattias, apostel (14 mei)
- Maria Bezoek (31 mei)
- Onze Heer Jezus Christus, Eeuwige Hogepriester (donderdag na Pinksteren) - In de Nederlandse kerkprovincie[1][2]
- Heilige Lidwina, maagd (14 juni) - In de Nederlandse kerkprovincie
- Heilige Thomas, apostel (3 juli)
- Martelaren van Gorcum (9 juli) - In Vlaanderen (gedachtenis) - In de Nederlandse kerkprovincie (feest).
- Heilige Benedictus, patroon van Europa (11 juli)
- Heilige Maria Magdalena (22 juli)[3]
- Heilige Birgitta, kloosterlinge patrones van Europa (23 juli)
- Heilige Jacobus, apostel (25 juli)
- Gedaanteverandering van de Heer (6 augustus)
- Heilige Teresia Benedicta van het Kruis, maagd en martelares en patrones van Europa (9 augustus)
- Heilige Laurentius, diaken en martelaar (10 augustus)
- Heilige Bartholomeüs, apostel (24 augustus)
- Maria-Geboorte (8 september)
- Kruisverheffing (14 september)
- Heilige Matteüs, apostel en evangelist (21 september)
- Heilige Michaël, Gabriël en Rafaël, aartsengelen (29 september)
- Heilige Lucas, evangelist (18 oktober)
- Heilige Simon en Judas, apostelen (28 oktober)
- Alle heilige verkondigers van het geloof in onze streken (6 november) - In de Nederlandse kerkprovincie
- Sint-Jan van Lateranen, wijding van de basiliek (9 november)
- Heilige Andreas, apostel (30 november)